# Hand in Glove
Hand in Glove è un brano della band inglese The Smiths ed anche il loro singolo di debutto.
Pubblicato il 13 maggio del 1983 dalla Rough Trade, il disco non riuscì ad entrare nella Official Singles Chart, la classifica inglese di vendite.
Una versione ri-editata del brano è stata poi inserita nell'omonimo album di debutto della band, The Smiths, uscito nel 1984.

## Realizzazione
"Quella canzone è nata una sera di domenica, a casa ai miei genitori" ricorda Marr, intervistato dalla rivista Mojo, nel 2004 "Ho iniziato a suonare questo riff su una chitarra scadente ed Angie - che ora è mia moglie - era con me e continuava a dire che era veramente buono. Ero nel panico perché non avevo nulla per registrare, quindi abbiamo deciso di guidare fino casa di Morrissey che aveva un registratore. Mi sono seduto nella parte posteriore della vettura a suonare quel riff più e più volte in modo da non dimenticarlo. Circa cinque giorni dopo stavamo provando e Morrissey ha voluto rifare il brano. Quando lo abbiamo sentito con la sua voce eravamo tutti come wow! Da allora è stato e sempre sarà il nostro primo singolo."
Scritto da Morrissey e Marr, nel gennaio del 1983, durante le pause dei loro primi concerti, il brano venne poi registrato presso gli studi Strawberry di Stockport, al costo di 250 sterline finanziati dal loro manager Joe Moss.
Ad aprile del 1983, Marr ed il bassista Andy Rourke, recapitarono un demo (con Hand In Glove ed una versione live di Handsome Devil) presso gli uffici della Rough Trade, consegnandolo nelle mani di Geoff Travis, cofondatore dell'etichetta londinese.
Piacevolmente impressionato dal contenuto del nastro, solo qualche giorno dopo, Travis chiamò il gruppo per invitarlo di nuovo a Londra dove, entrambe le parti, concordarono di siglare un accordo temporaneo per la sola pubblicazione del singolo, prima di impegnarsi in una qualsiasi collaborazione a lungo termine.
"Fino ad oggi, è stato tutto meraviglioso." come dichiarò successivamente Morrissey, intervistato dalla rivista Jamming, nel 1984 "La sola tragedia è stata che Hand In Glove non ha ottenuto l'attenzione che meritava. Non mi darò pace fino a che la canzone non entri nel cuore della gente. Avrebbe dovuto essere un enorme successo. Era così urgente per me, era un grido in ogni direzione. Era davvero un punto di riferimento. Ci sono tutti i gradi di emozione che dovrebbero essere in tutte le canzoni e che funzionavano perfettamente con Hand In Glove. Era come se queste quattro persone dovevano in qualche modo suonare quella canzone, era così essenziale. Quelle parole avrebbero dovuto essere cantate."
"Come Morrissey, sento che la mia vita mi ha portato verso Hand In Glove e da allora in poi le cose cominciarono ad accadere." ricorda Mike Joyce "La mia vita stessa è iniziata. Quel disco fissò lo standard. Quando Johnny (Marr, ndr) mi ha fatto ascoltare il loro primo demo tape, ho pensato che era la cosa migliore che avessi mai sentito, sia musicalmente che liricamente. È stata l'opportunità che ti capita una volta sola nella vita e una possibilità troppo bella da perdere, così l'ho colta al volo il più rapidamente possibile." (Mike Joyce intervistato dal Record Mirror, 1984)
L'uscita del singolo Hand in Glove aiuta la band ad ottenere le prime recensioni positive sui principali magazines musicali, che permettono al gruppo di ricevere l'invito per partecipare alle session di registrazione del popolare show di John Peel a BBC Radio 1.
Due mesi dopo l'uscita del disco, gli Smiths registrano nuovamente il brano durante le session (poi interrotte, per volere della band) per il loro album di debutto, con il produttore Troy Tate. Questa versione venne registrata una tonalità inferiore rispetto a quella originale, e con l'aggiunta di un breve intro. Una terza registrazione del brano, ancora una volta con il produttore John Porter, venne poi realizzata nel mese di ottobre, presso i Pluto Studios di Manchester, ma il risultato non trovò il favore del gruppo.
A causa delle imminenti scadenze contrattuali, la versione che alla fine venne inclusa sul primo album della band, The Smiths, fu un remix del master originale, realizzato agli Strawberry Studios e per il quale, Porter, decise di apportare alcune correzioni aumentando, ad esempio, il distacco tra la traccia di chitarra di Marr e la voce di Morrissey e sottolineando maggiormente la batteria di Mike Joyce ed il suono del basso di Andy Rourke.

## Collaborazione con Sandie Shaw
Nell'estate del 1983, Morrissey e Marr, concretizzarono un vecchio progetto di collaborazione con la cantante inglese Sandie Shaw. La coppia aveva precedentemente inviato diverse lettere alla Shaw con all'interno un demo di Hand in Glove. La cantante, in un primo momento, fu scettica nell'accettare o meno la collaborazione, scoraggiata anche dalla negativa attenzione dei media nei confronti degli Smiths, riguardo al brano Reel Around the Fountain e, quando ricevette per posta la copia del singolo Hand in Glove, si lamentò (col marito) del fatto che la band le avesse inviato "quell'immagine di un uomo nudo (che appare nella copertina del singolo, ndr) con il suo culo in bella mostra!"
La Shaw fu infine conquistata grazie all'intervento di Geoff Travis (boss della Rough Trade) e alle successive lodi della stampa britannica nei confronti di Morrissey e soci e, nel mese di febbraio, si recò presso i Matrix Studios di Londra, per registrare tre canzoni degli Smiths con il supporto di Marr, Rourke e Joyce.
La versione di Hand in Glove, tratta da quelle session, venne infine scelta come singolo con I Don't Owe You Anything come b-side. Pubblicato nell'aprile del 1984, esclusivamente sotto il nome di Sandie Shaw, il disco divenne il primo successo della cantante da un decennio a quella parte, raggiungendo il numero 27 della Official Singles Chart.
La foto di copertina ritrae l'attrice britannica Rita Tushingham, in una scena tratta da Sapore di miele (A Taste of Honey), film diretto da Tony Richardson nel 1961 e tratto dall'omonima pièce teatrale di Shelagh Delaney, adattata per il cinema dall'autrice stessa.
Marr, Rourke e Joyce accompagnarono la Shaw anche in due spettacoli televisivi per la promozione del singolo: su Channel 4, nella trasmissione Earsay (nel marzo 1984), e poi a Top of the Pops, il 26 aprile 1984, dove la band suonò a piedi nudi in omaggio al modo di esibirsi della Shaw, negli anni '60.

## Testo
"Il mio testo preferito tra quelli che ho scritto compare in una canzone chiamata Hand In Glove. Le rime più preziose per me sono: The good people laugh / Yes we may be hidden by rags / But we have something they'll never have. Che poi è il modo in cui mi sono sentito quando non potevo permettermi di comprare abiti e vestivo di stracci, ma senza davvero sentirmi mentalmente impoverito. L'ispirazione? Proprio l'idea stessa della gente di dare grande importanza a quello che possedevano e a come si vestivano e a questo senso molto materialistica del valore, che è completamente ridondante. Riporta al vecchio cliché secondo cui ciò che si ha dentro è veramente ciò che si è . E questo è quanto." (Morrissey intervistato da Star Hits, 1985)
In questo testo, come anche in diversi altri successivi brani, Morrissey fa riferimento all'opera della drammaturga Shelagh Delaney. La rima And I'll probably never see you again compare, infatti, nel romanzo di debutto della Delaney (Taste of Honey). Il verso And everything depends upon / How near you stand to me è invece una parafrasi di un verso di Bells, una canzone scritta da Leonard Cohen e cantata da Buffy Sainte-Marie, nel 1971, che recita proprio everything depends upon how near you sleep to me.
"Ricordo vividamente la notte in cui ho scritto Hand In Glove, poco più di un anno fa." scrive Morrissey "Volevo solo utilizzare il tema della solitudine completa. Doveva essere il nostro primo disco ed è stato importante per me che contenesse qualcosa di poeticamente bruciante all'interno, in senso lirico, eppure giubilante al tempo stesso. L'essere, al tempo stesso, poeticamente bruciante e giubilante, ho sempre pensato fosse molto difficile perché sono due emozioni estreme e volevo si fondessero insieme. Ero nella mia stanza, da solo, con una cassetta con registrato su una melodia di chitarra e venni circondato da un sacco di parole, e io lì seduto per due ore a mettere il tutto insieme". (Morrissey intervistato da Star Hits, 1985)

## Copertina e titolo
Morrissey aveva dato istruzioni specifiche, al reparto artistico della Rough Trade, su come avrebbe voluto la copertina del singolo: una foto di Jim French, tratta dal libro di Margaret Walters dal titolo The Nude Male, che ritrae un uomo nudo (il modello George O'Mara) ripreso di spalle. Quello che a prima vista sembra essere un grosso neo (sulla spalla) in realtà è una macchia che non appare sulla foto originale. Secondo Jim French la foto è stata scattata in un albergo di San Francisco e risale probabilmente alla fine degli anni '60 o primi anni '70. Sul vinile del 7" è incisa la frase KISS MY SHADES / KISS MY SHADES TOO.
Il titolo è una forma avverbiale inglese che significa in relazione, in accordo, in grande sintonia o con grande complicità. In questo caso può essere inteso come l'essere parte di un duo contro qualcosa, come essere in una squadra, in una gang o in una band, appunto: gli Smiths.
Secondo altri invece il titolo venne ispirato dal romanzo poliziesco Hand in Glove scritto da Ngaio Marsh, nel 1962.

## Tracce
1. Hand in Glove – 3:16
2. Handsome Devil – 2:53 – Live at The Haçienda, 4 febbraio 1983

## Formazione
- Morrissey – voce
- Johnny Marr – chitarra, pianoforte
- Andy Rourke – basso
- Mike Joyce – batteria